# Jean-Pierre Morgan
Jean-Pierre Morgan (Les Abymes, 30 ottobre 1992) è un calciatore francese naturalizzato malgascio, difensore dell'Orléans e della nazionale guadalupense.

## Carriera

### Nazionale
Il 23 marzo 2022 ha esordito con la nazionale guadalupense giocando l'amichevole persa per 0-2 contro il Capo Verde.

## Statistiche

### Presenze e reti nei club
Statistiche aggiornate al 21 luglio 2024.
| Stagione              | Squadra               | Campionato            | Campionato | Campionato | Coppe nazionali | Coppe nazionali | Coppe nazionali | Coppe continentali | Coppe continentali | Coppe continentali | Altre coppe | Altre coppe | Altre coppe | Totale | Totale |
| Stagione              | Squadra               | Comp                  | Pres       | Reti       | Comp            | Pres            | Reti            | Comp               | Pres               | Reti               | Comp        | Pres        | Reti        | Pres   | Reti   |
| --------------------- | --------------------- | --------------------- | ---------- | ---------- | --------------- | --------------- | --------------- | ------------------ | ------------------ | ------------------ | ----------- | ----------- | ----------- | ------ | ------ |
| 2011-2012             | Agde                  | CFA                   | 23         | 0          |                 | -               | -               |                    | -                  | -                  |             | -           | -           | 23     | 0      |
| 2012-2013             | Agde                  | CFA2                  | 23         | 0          | CF              | 1               | 0               |                    | -                  | -                  |             | -           | -           | 24     | 0      |
| Totale Agde           | Totale Agde           | Totale Agde           | 46         | 0          |                 | 1               | 0               |                    | -                  | -                  |             | -           | -           | 47     | 0      |
| 2013-2014             | AS Béziers            | CFA                   | 26         | 1          | CF              | 1               | 0               |                    | -                  | -                  |             | -           | -           | 27     | 1      |
| 2014-mar. 2015        | AS Béziers            | CFA                   | 14         | 0          |                 | -               | -               |                    | -                  | -                  |             | -           | -           | 14     | 0      |
| Totale AS Béziers     | Totale AS Béziers     | Totale AS Béziers     | 40         | 1          |                 | 1               | 0               |                    | -                  | -                  |             | -           | -           | 41     | 1      |
| mar.-giu. 2015        | Honvéd                | NB1                   | 4          | 0          | CU+CdL          | 0+1             | 0+1             |                    | -                  | -                  |             | -           | -           | 5      | 1      |
| 2015-mar. 2016        | Fabrègues             | CFA2                  | 8          | 0          |                 | -               | -               |                    | -                  | -                  |             | -           | -           | 8      | 0      |
| mar.-giu. 2016        | VSS Košice            | 1L                    | 13         | 0          | CS              | 1               | 0               |                    | -                  | -                  |             | -           | -           | 14     | 0      |
| 2016-2017             | VSS Košice            | 1L                    | 22         | 2          | CS              | 1               | 0               |                    | -                  | -                  |             | -           | -           | 23     | 2      |
| Totale VSS Košice     | Totale VSS Košice     | Totale VSS Košice     | 35         | 2          |                 | 2               | 0               |                    | -                  | -                  |             | -           | -           | 37     | 2      |
| 2017-gen. 2018        | Baník Ostrava         | 1L                    | 5          | 0          | CRC             | 1               | 0               |                    | -                  | -                  |             | -           | -           | 6      | 0      |
| mar.-mag. 2018        | Canet Roussillon      | N3                    | 8          | 0          |                 | -               | -               |                    | -                  | -                  |             | -           | -           | 8      | 0      |
| 2018-2019             | Sète                  | N2                    | 26         | 0          | CF              | 4               | 1               |                    | -                  | -                  |             | -           | -           | 30     | 1      |
| 2019-2020             | Sète                  | N2                    | 19         | 0          |                 | -               | -               |                    | -                  | -                  |             | -           | -           | 19     | 0      |
| Totale Sète           | Totale Sète           | Totale Sète           | 45         | 0          |                 | 4               | 1               |                    | -                  | -                  |             | -           | -           | 49     | 1      |
| 2020-2021             | Gazélec Ajaccio       | N2                    | 9          | 0          | CF              | 4               | 0               |                    | -                  | -                  |             | -           | -           | 13     | 0      |
| 2021-2022             | Stade Briochin        | N                     | 27         | 1          | CF              | 2               | 0               |                    | -                  | -                  |             | -           | -           | 29     | 1      |
| 2022-2023             | Stade Briochin        | CN                    | 29         | 1          | CF              | 2               | 1               |                    | -                  | -                  |             | -           | -           | 31     | 2      |
| Totale Stade Briochin | Totale Stade Briochin | Totale Stade Briochin | 56         | 2          |                 | 4               | 1               |                    | -                  | -                  |             | -           | -           | 60     | 3      |
| Totale carriera       | Totale carriera       | Totale carriera       | 256        | 5          |                 | 18              | 3               |                    | -                  | -                  |             | -           | -           | 274    | 8      |

### Cronologia presenze e reti in nazionale

#### Guadalupa
| Cronologia completa delle presenze e delle reti in nazionale ― Guadalupa | Cronologia completa delle presenze e delle reti in nazionale ― Guadalupa | Cronologia completa delle presenze e delle reti in nazionale ― Guadalupa | Cronologia completa delle presenze e delle reti in nazionale ― Guadalupa | Cronologia completa delle presenze e delle reti in nazionale ― Guadalupa | Cronologia completa delle presenze e delle reti in nazionale ― Guadalupa | Cronologia completa delle presenze e delle reti in nazionale ― Guadalupa | Cronologia completa delle presenze e delle reti in nazionale ― Guadalupa |
| Data                                                                     | Città                                                                    | In casa                                                                  | Risultato                                                                | Ospiti                                                                   | Competizione                                                             | Reti                                                                     | Note                                                                     |
| ------------------------------------------------------------------------ | ------------------------------------------------------------------------ | ------------------------------------------------------------------------ | ------------------------------------------------------------------------ | ------------------------------------------------------------------------ | ------------------------------------------------------------------------ | ------------------------------------------------------------------------ | ------------------------------------------------------------------------ |
| 23-3-2022                                                                | Orléans                                                                  | Guadalupa                                                                | 0 – 2                                                                    | Capo Verde                                                               | Amichevole                                                               | -                                                                        | 90+1’                                                                    |
| 26-3-2022                                                                | Bondoufle                                                                | Martinica                                                                | 4 – 3                                                                    | Guadalupa                                                                | Amichevole                                                               | -                                                                        |                                                                          |
| 2-6-2022                                                                 | Les Abymes                                                               | Guadalupa                                                                | 2 – 1                                                                    | Cuba                                                                     | CONCACAF Nations League 2022-2023 - 1º turno                             | -                                                                        | 86’                                                                      |
| 5-6-2022                                                                 | Basseterre                                                               | Antigua e Barbuda                                                        | 1 – 0                                                                    | Guadalupa                                                                | CONCACAF Nations League 2022-2023 - 1º turno                             | -                                                                        | 81’                                                                      |
| 9-6-2022                                                                 | Gros Islet                                                               | Barbados                                                                 | 0 – 1                                                                    | Guadalupa                                                                | CONCACAF Nations League 2022-2023 - 1º turno                             | -                                                                        |                                                                          |
| 12-6-2022                                                                | Les Abymes                                                               | Guadalupa                                                                | 2 – 1                                                                    | Cuba                                                                     | CONCACAF Nations League 2022-2023 - 1º turno                             | -                                                                        |                                                                          |
| Totale                                                                   |                                                                          | Presenze                                                                 | 6                                                                        |                                                                          | Reti                                                                     | 0                                                                        |                                                                          |

#### Madagascar
| Cronologia completa delle presenze e delle reti in nazionale ― Madagascar | Cronologia completa delle presenze e delle reti in nazionale ― Madagascar | Cronologia completa delle presenze e delle reti in nazionale ― Madagascar | Cronologia completa delle presenze e delle reti in nazionale ― Madagascar | Cronologia completa delle presenze e delle reti in nazionale ― Madagascar | Cronologia completa delle presenze e delle reti in nazionale ― Madagascar | Cronologia completa delle presenze e delle reti in nazionale ― Madagascar | Cronologia completa delle presenze e delle reti in nazionale ― Madagascar |
| Data                                                                      | Città                                                                     | In casa                                                                   | Risultato                                                                 | Ospiti                                                                    | Competizione                                                              | Reti                                                                      | Note                                                                      |
| ------------------------------------------------------------------------- | ------------------------------------------------------------------------- | ------------------------------------------------------------------------- | ------------------------------------------------------------------------- | ------------------------------------------------------------------------- | ------------------------------------------------------------------------- | ------------------------------------------------------------------------- | ------------------------------------------------------------------------- |
| 14-11-2024                                                                | Pretoria                                                                  | Madagascar                                                                | 2 – 3                                                                     | Tunisia                                                                   | Qual. Coppa d'Africa 2025                                                 | -                                                                         | 88’                                                                       |
| 18-11-2024                                                                | Al Hoceima                                                                | Comore                                                                    | 1 – 0                                                                     | Madagascar                                                                | Qual. Coppa d'Africa 2025                                                 | -                                                                         |                                                                           |
| 19-3-2025                                                                 | Casablanca                                                                | Rep. Centrafricana                                                        | 1 – 4                                                                     | Madagascar                                                                | Qual. Mondiali 2026                                                       | -                                                                         |                                                                           |
| 24-3-2025                                                                 | Al Hoceima                                                                | Madagascar                                                                | 0 – 3                                                                     | Ghana                                                                     | Qual. Mondiali 2026                                                       | -                                                                         |                                                                           |
| Totale                                                                    |                                                                           | Presenze                                                                  | 4                                                                         |                                                                           | Reti                                                                      | 0                                                                         |                                                                           |